# Xanthandrus simplex
Xanthandrus simplex är en tvåvingeart som först beskrevs av Friedrich Hermann Loew 1861.  Xanthandrus simplex ingår i släktet malblomflugor, och familjen blomflugor.
Artens utbredningsområde är Kuba. Inga underarter finns listade i Catalogue of Life.